# Stephen Dorff
Stephen Dorff (født 29. juli 1973 i Atlanta, Georgia) er en amerikansk skuespiller.
Dorff var søn af Nancy og Steve Dorff, som var en komponist og musikproducer. Hans far var jødisk. Dorff voksede op i Los Angeles, hvor hans far arbejdede, og han begyndte som skuespiller allerede som barn, i forskellige reklamefilm. Dorff studerede ved flere private skoler og han blev udvist fra fem af disse. Dorff begyndte at optræde som professionel skuespiller i slutningen af 1980'erne. Dorff har optrådt som gæsteskuespiller i tv-programmer som Diff'rent Strokes, Blossom, Roseanne og Married with Children. Dorff's første store rolle var i filmen The Gate fra 1987, en gyserfilm om en fyr som, sammen med en ven, opdager et hul i jorden som viser sig at være en indgangsport til helvede.
Dorff optrådte som porno-stjernen Dick Shadow i sex-industri-komedien Bucky Larson: Born to Be a Star, en film produceret af Adam Sandler, der er også var medforfatter af manuskriptet.
Stephen Dorff har haft et forhold med Pamela Anderson.